# Expédition de Saint-Domingue
Ne doit pas être confondu avec Révolution haïtienne (1791-1801).
Révolution haïtienne
Batailles
Insurrections (1791-1793)
- Bois-Caïman
- Croix-des-Bouquets
- Morne Pelé
- 1re La Tannerie
- Port-au-Prince
- Le Cap-français

Interventions espagnoles et britanniques (1793-1798)
- 2e La Tannerie
- Marmelade
- Saint-Michel-de-l'Attalaye
- Ennery
- 3e La Tannerie
- Fort-Dauphin
- 1re Tiburon
- L'Acul
- La Bombarde
- 2e Tiburon
- Les Gonaïves
- Port-Républicain
- 1re Dondon
- Massacre de Fort-Dauphin
- Saint-Marc
- Léogane
- Saint-Raphaël
- Trutier
- 3e Tiburon
- 1re Verrettes
- Grande-Rivière
- Mirebalais
- Las Cahobas
- 2e Verrettes
- Petite-Rivière
- 2e Dondon
- 1re Les Irois
- Jean-Rabel
- 2e Les Irois

Guerre des couteaux (1799-1800)
- Jacmel

Expédition de Saint-Domingue (1802-1803)
- La Ravine-à-Couleuvres
- Kellola
- Plaisance
- La Crête à Pierrot
- Noyades du Cap-Français
- Port-au-Prince
- Vertières
- Massacres de 1804 en Haïti

L'expédition de Saint-Domingue, débutant en décembre 1801 et s'achevant en novembre 1803, est un force militaire de 30 000 hommes, envoyée par le Premier Consul Napoléon Bonaparte pour restaurer l'autorité de la métropole dans la colonie française en plein soulèvement, et y rétablir l'esclavage.
L'île est alors sous le contrôle de Toussaint Louverture, esclave noir affranchi devenu général de la République française, qui a conquis la partie espagnole de l'île en 1795, puis obtenu l'armistice du 30 mars 1798 avec les Anglais, à qui les propriétaires d'esclaves avaient offert la partie française de la colonie dès 1794.
L'expédition est commandée par le général Leclerc, beau-frère de Napoléon, qui lui fixe pour objectif de renverser Toussaint Louverture, puis de rétablir l'esclavage, qui avait été aboli unilatéralement à Saint-Domingue le 29 août 1793 dans le cadre de la révolution haïtienne, abolition confirmée pour l'ensemble des colonies le 4 février 1794. À la Guadeloupe voisine, l'esclavage est rétabli de force en mai 1802 par l'expédition du général Richepance, qui suit de peu celle de Saint-Domingue, et se heurte à la résistance du colonel noir Delgrès.
L'expédition Leclerc est d'abord victorieuse, avec la capitulation dès mai 1802 de Toussaint Louverture, déporté ensuite en métropole où il meurt quelques mois plus tard. Toutefois, les craintes du rétablissement de l'esclavage amènent les insurgés à poursuivre les combats, sous le commandement du général noir Jean-Jacques Dessalines et du mulâtre Alexandre Pétion. Le corps expéditionnaire est alors décimé par les combats et la fièvre jaune. Celle-ci emporte notamment le commandant de l'expédition, le général Leclerc, remplacé fin 1802 par son second, le général Rochambeau. Ses troupes sont finalement défaites par Jean-Jacques Dessalines à la bataille de Vertières, le 18 novembre 1803.

## Contexte

Toussaint Louverture.

La Révolution française entraîne de grands bouleversements sociaux, dont le plus important est la révolte des esclaves qui aboutit à l’abolition de l'esclavage en 1793 par les commissaires civils Sonthonax et Polverel. Cette décision fut avalisée et généralisée à l’ensemble des colonies françaises par une loi votée en février 1794 par la Convention nationale, six mois plus tard.
Toussaint Louverture, nommé Gouverneur par la nouvelle République Française, rétablit ensuite la paix avec les Anglais, qui avait envahi Saint-Domingue à la demande des grands propriétaires d'esclaves. Il obtient l'armistice du 30 mars 1798 puis un accord commercial anglo-américain en 1799. Une partie des esclavagistes français fuient, formant la diaspora de Saint-Domingue: Louisiane, Jamaïque et les 7000 exilés à Cuba, qui lancent la quasi-guerre et la piraterie esclavagiste de la Caraïbe.
Le coup d'État du 9 novembre 1799 change la donne car il place le général Napoléon Bonaparte au pouvoir. Ce dernier envisage une expédition dès décembre 1799 puis en tente une en janvier 1800 mais abandonne le projet car les Anglais risquent de s'y opposer. Par la suite Napoléon considère que Toussaint Louverture est allé trop loin en révoquant le 27 janvier 1801 Don Joaquino Garcia, gouverneur de la partie orientale de l’île, cédée par l'Espagne à la République française six ans plus tôt lors du traité de paix de Bâle. Toussaint Louverture souhaitait à cette occasion déployer des soldats dans cette partie orientale, pour y décourager un débarquement de Napoléon. La constitution du 12 juillet 1801, par ailleurs jugée autonomiste par Napoléon, constituera un autre prétexte pour lancer l'expédition.
Sous l’influence insistante des créoles et des négociants en matières premières et en esclaves, le Premier Consul décide d'envoyer son beau-frère le général Leclerc, avec pour instructions de ménager Toussaint Louverture. Afin de lui prouver la bienveillance du gouvernement, on lui renvoie ses deux fils élevés en France par le gouvernement. Depuis 4 ans, l'article 2 de l'arrêté du 30 thermidor an IV, décidé sous le Directoire, confirmait en effet la nomination de Toussaint Louverture au grade de général de division et ordonnait de prendre en charge l'éducation en France de ses deux fils accompagnés de leur précepteur Jean-Baptiste Coisnon.
Bonaparte avait prévu dès son arrivée au pouvoir en 1799 la résistance de la part de Toussaint, et toutes les mesures sont prises fin 1801 pour la vaincre : Louverture ne dispose tout au plus que de 16 000 hommes, Leclerc recevra donc le commandement de 30 000 hommes, provenant d’à peu près toutes les armées françaises, ainsi que de corps disciplinaires.

## Deux ans d'hésitations et de préparation
L'expédition de Saint-Domingue est envisagée par Napoléon dès le lendemain de son Coup d'État du 9 novembre 1799. Mais après plusieurs tentatives prudentes et limitées, il n'investira les deux-tiers de la Marine française qu'en décembre 1801. Reconquérir la colonie par la force, allait de pair avec un rétablissement de l'esclavage, selon l'historien Philippe Girard, mais Napoléon, pragmatique, a d'abord tenu compte du fait que ce serait difficile dans la ville.
Pendant deux ans, c'est l'hésitation persistante de Napoléon à ce sujet qui va prévaloir. Au cours de cette période, propriétaires d'esclaves, officiers, et bureaucrates transmettent au ministère de la marine d'un « déluge de mémoires et de pétitions », conservés dans les archives, pour tenter de peser sur Napoléon, conscient que la domination navale britannique empêchait ses navires de participer à une expédition en trop grand nombre. Toutes sortes de scénarios sont étudiés avec pragmatisme : selon l'historien Thierry Lentz, Napoléon a même un moment imaginé maintenir l'abolition dans la partie ouest de l'île et l'esclavage dans l'autre.
L'esclavage avait la préférence de Napoléon « puisqu’il le rétablit où le maintint partout où il le put », mais il a tenu compte du fait que ce serait difficile à Saint-Domingue, la population noire y étant cinq fois plus nombreuse qu'en Martinique et bien armée. Napoléon n'a ensuite pas cessé pendant ces deux ans d'hésiter entre deux choix difficilement compatibles: s’allier à Toussaint Louverture, « dont l’armée était la plus puissante des Antilles », et immunisée contre les épidémies tropicales, afin de conquérir la Jamaïque voire le Mexique, ou au contraire « rétablir l’autorité blanche par le biais d’une expédition militaire » assez massive pour se passer d'un accord avec Toussaint Louverture. Parmi les différents projets d'invasion transmis par ses conseillers, c'est celui de s'emparer de la Jamaïque, qui avait doublé sa production de sucre en profitant du vide créé par la Révolution haïtienne, qui prévalait.
En décembre 1799, dès son arrivée au pouvoir, Napoléon envisage d'envoyer une expédition maritime à Saint-Domingue, mais quelques jours plus tard décide à la place d’envoyer plutôt trois émissaires pour renouer les liens avec Toussaint Louverture. En janvier 1800, il prépare une autre flotte, qui fut dispersée par une tempête, puis envoyée en Egypte. En février 1801, une troisième flotte est destinée, cette fois officiellement, dans la capitale, mais elle sert finalement de ruse pour détourner l'attention de la Marine anglaise et ainsi faciliter le départ de renforts pour l’Egypte. C'est finalement au cours du même février 1801 que Napoléon décide « enfin quelle politique il allait embrasser: celle de s’allier avec Louverture », dont les enfants étudiaient en France. Il lui adresse une lettre signée de sa main, égard peu commun pour un simple gouverneur, annonçant que l’abolition serait maintenue dans la ville. Mais cette lettre ne fut jamais envoyée: Napoléon décida à la place de radier Louverture de la liste des officiers.
Vient alors de se produire un événement grave: l'assassinat début mars 1801 par une conspiration de Paul Ier, empereur de Russie. Et son fils Alexandre Ier de Russie ne partage pas ses options de politique étrangère aventureuse, notamment le projet de s'emparer d'une partie de l'Inde britannique. L’idée d'en profiter, pour la France, en menant une attaque simultanée contre la Jamaïque, également britannique, tombe soudain à l'eau.
Le contexte était déjà à la paix depuis le traité de Lunéville signé le 9 février 1801 par les Autrichiens, suivis du royaume de Naples. Peu après la mort du Tsar, l'Angleterre ajuste sa diplomatie et transmet à la France ses premières propositions de paix vraiment sérieuses, qui vont ensuite évoluer. Pour Bonaparte, elles ont d'abord l'inconvénient de devoir renoncer à l'Egypte, l'un de ses premiers champs de bataille. Mais les Anglais acceptent finalement de rendre à la France la Martinique, qui abandonne aussi en échange Naples, Rome et des droits de pêche, et dès octobre 1801, des préliminaires de paix sont signés entre les deux pays. Le même mois Alexandre Ier avait signé une convention de paix secrète avec Napoléon le 10 octobre 1801.
Entre-temps, ce dernier a lui aussi changé ses plans. Puisqu'il doit renoncer à tout projet d'envahir la Jamaïque, et que la paix avec l'Angleterre se dessine, il n'a plus besoin de l'armée de Toussaint Louverture. Le 4 mai 1801, un mois et demi après l'assassinat du Tsar, Napoléon ordonne de réunir 3 600 soldats à Brest, pour former le noyau dur de l'expédition de Saint-Domingue, qui prend la Mer six mois plus tard après avoir vu entre-temps son effectif multiplié par cinq.
Alerté, Toussaint Louverture, venait d'installer des troupes dans la partie orientale de son île, cédée en 1795 à la France par l'Espagne, afin d'empêcher Napoléon d'y débarquer. Au cours de cette même année 1801, Toussaint Louverture tente renforcer ses liens avec l'Angleterre, en proposant aux planteurs de Jamaïque de vendre leurs esclaves, pour en faire des "cultivateurs libres" mais astreints au travail obligatoire. Pour les rassurer, il diminue le salaire de ces derniers et rédige même à l'été 1801 une constitution autoritaire. Les délais de plus de deux mois pour échanger des lettres de l'Europe à la Caraïbe compliquent sa tâche mais aussi celle de Napoléon: à partir de décembre 1801, Paris est contraint de déléguer les décisions, une fois démarrée l'expédition, à son chef, Charles Victoire Emmanuel Leclerc, beau-frère de Napoléon, nommé d'avance capitaine général de la capitale. Peu avant son départ, le 18 novembre 1801, Napoléon signe une nouvelle lettre promettant de maintenir l’abolition de l’esclavage.

## L'expédition
C'est le 14 décembre 1801, alors que la paix n'est pas encore définitivement signée avec l'Angleterre, qu'une flotte commandée par Villaret de Joyeuse part pour Saint-Domingue. Elle est composée de 21 frégates et de 35 navires de ligne, dont l'un est armé de 120 canons, quitte Brest, Lorient, Rochefort emportant 7 à 8 000 hommes.
Cette flotte est suivie de l'escadre du contre-amiral Ganteaume, qui quitte Toulon le 14 février, avec 4 200 hommes, puis par l'escadre du contre-amiral Linois, qui quitte Cadix le 17 février, avec 2 400 hommes. Dans les mois qui suivirent, plusieurs navires quitteront la France, emportant des troupes fraîches, dont une division hollandaise et une légion polonaise menée par le général Wladyslaw Jablonowski. Il convient d'y ajouter encore les 4 000 hommes de l'artillerie de marine.
Au total, 31 131 hommes débarqueront à Saint-Domingue lors de la première des deux expéditions.
Parmi eux se trouvent des hommes de couleur, comme André Rigaud qui en 1779 s'était engagé dans la célèbre brigade des 1 500 Chasseurs volontaires de Saint-Domingue pour participer à la Guerre d'indépendance des États-Unis, tout comme Alexandre Pétion, qui a avec lui participé à révolte de gens de couleur libres, à Jacmel en 1799.

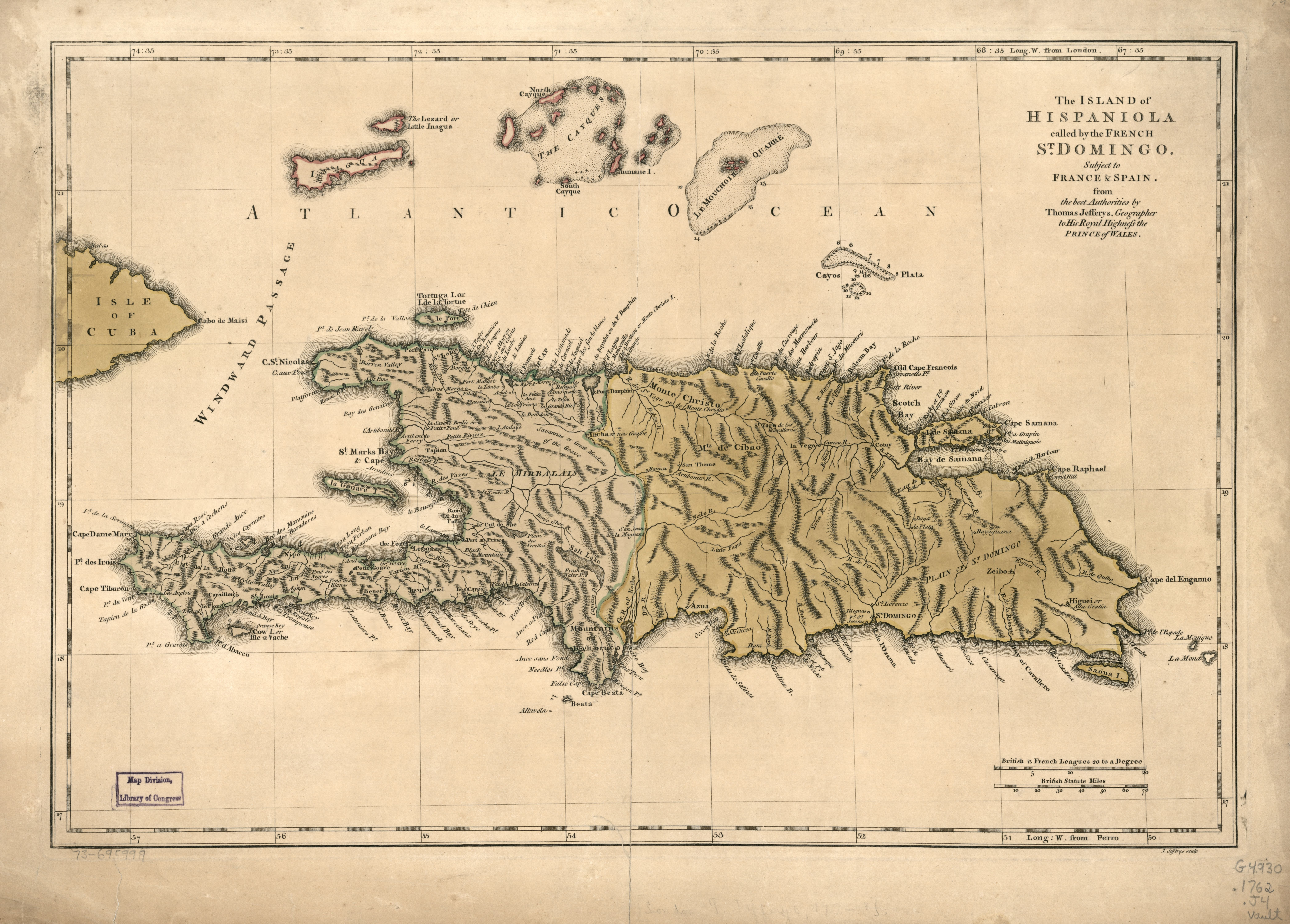
L'île d'Hispaniola.

Les navires ont rendez-vous dans la baie de Samaná. L'amiral Villaret de Joyeuse y parvient le 29 janvier suivi de peu par Latouche-Tréville. Sans attendre Ganteaume et Linois, les navires présents se répartissent dans différents ports, afin de surprendre Toussaint. Le général Kerversau doit se rendre à Santo Domingo dans la partie espagnole de l'île. Le général Boudet, conduit par Latouche-Tréville, doit s'emparer de Port-au-Prince. Le chef de l'expédition, conduit par Villaret de Joyeuse fait voile vers le Cap.
Lorsque Toussaint découvre les navires dans la baie de Samaná, il donne l'ordre à Christophe, chef du département du nord, à Dessalines du département de l'ouest et à Laplume du sud, de répondre aux sommations de l'escadre, qu'ils n'ont pas ordre de la recevoir, puis si elle insiste et en cas de débarquement de menacer de détruire les villes avant de se retirer dans les montagnes.

## Composition du corps expéditionnaire européen
L'armée française est placée sous les ordres du capitaine général Charles Leclerc.
Le corps expéditionnaire n'est pas seulement français mais aussi composé d'Européens, notamment une division hollandaise, des légions polonaises ainsi qu'un bataillon allemand, ainsi que quelques dizaines de Noirs.
L'envoi des troupes s'effectue en 3 fois.

### 1erenvoi
Le 3 février 1802 composé de 33 vaisseaux de ligne et 21 frégates français et espagnols
- Flotte de Brest, sous le commandement de l'amiral Villaret-Joyeuse (6 600 hommes)
  - 22e demi-brigade de ligne de deuxième formation
  - 31e demi-brigade de ligne de deuxième formation
  - 79e demi-brigade de ligne de deuxième formation
  - 5e demi-brigade légère de deuxième formation
  - 11e demi-brigade légère de deuxième formation
  - 30e demi-brigade légère de deuxième formation
  - Artillerie (moitié de la 6e compagnie du 5e régiment d'artillerie à cheval)
- Escadre de Lorient (900 hommes)
  - 71e demi-brigade de ligne de deuxième formation
- Escadre de Rochefort sous le commandement du contre-amiral Latouche-Tréville (3 000 hommes)
  - 56e demi-brigade de ligne de deuxième formation
  - 68e demi-brigade de ligne de deuxième formation
  - 90e demi-brigade de ligne de deuxième formation
  - 15e demi-brigade légère de deuxième formation
  - Légion de la Loire
  - 19e régiment de dragons
  - Artillerie

Le 14 février 1802
- Escadre de Toulon sous le commandement du contre-amiral Ganteaume (4 200 hommes
  - 74e demi-brigade de ligne de deuxième formation
  - 28e demi-brigade légère de deuxième formation
  - Légion de Saint-Domingue
  - Artillerie

Le 17 février 1802
- Escadre de Cadix sous le commandement du contre-amiral Linois 2 400 hommes
  - 19e demi-brigade légère de deuxième formation
  - Bataillon allemand
  - 10e régiment de dragons

### 2eenvoi
Du 23 au 31 mars 1802
- 2e escadre de Brest et escadre du Havre, sous le commandement de ? (2 900 hommes)
  - 98e demi-brigade de ligne de deuxième formation

Le 7 avril 1802
- Division hollandaise sous les ordres du contre-amiral Werruel (1 600 hommes)
  - 7e demi-brigade de ligne de deuxième formation
- 1 compagnie d'artillerie

En mai
- Sur les vaisseaux Le Pelaggio et Le Conquérant (1 600 hommes)
  - 77e demi-brigade de ligne de deuxième formation
  - Légion polonaise

Le 1er août
- Sur les vaisseaux Le Formidable et L'Annibal (1 400 hommes)
  - 7e demi-brigade légère de deuxième formation
  - Détachements de diverses unités

Le 12 août
- Sur le vaisseau L'Intrépide, la lougre Le Vautour et quelques autres bâtiments (2 700 hommes)
  - Une première partie de la 83e demi-brigade de ligne de deuxième formation
  - 3e demi-brigade légère de deuxième formation

Le 11 septembre
- Sur le brick Le Lodi et plusieurs autres petits bâtiments (2 570 hommes)
  - Légion polonaise

Le 20 septembre
- Sur L'Égyptienne, Le Prudent, Le Jeune Édouard et L'Aristide (1 261 hommes)
  - 4 batteries garde-côtes
  - Bataillon Étranger
  - Seconde partie de la 83e demi-brigade de ligne de deuxième formation

## Les problèmes d'approvisionnement
Leclerc est mécontent de l'attitude de Villaret de Joyeuse lors du premier voyage : « il a rendu notre arrivée à Saint-Domingue trop tardive par les points où il nous a fait arrêter comme rendez-vous ». En raison de la durée du voyage, les réserves de vivres ont été entamées et les approvisionnements, chargés sur deux navires de l'escadre de Cadix, le Desaix et le Saint-Génard, ont été perdus lorsqu'ils ont touché des roches en manœuvrant dans la rade du Cap Français.
Les relations que Leclerc entretient avec l'amiral espagnol Gravina lui permettent d'obtenir 20 jours de vivres et 60 000 livres de poudre, une aide précieuse mais insuffisante. Il envoie à La Havane le préfet colonial de la partie espagnole demander au gouvernement un mois de vivres pour 1 000 hommes et à Philadelphie le commissaire de marine Vatrin acheter des farines et du biscuit. À la veille de son entrée en campagne, il veut faire partager à Bonaparte ses inquiétudes : il n'a pas de vivres pour deux mois.
Le 17 février, les soldats se mettent en marche, avec 60 cartouches chacun et six jours de biscuits pour tout approvisionnement, mais les commandants d'unités ont été autorisés à prélever sur les habitants, patates, bananes, volailles et bestiaux.
Au moment où les troupes vont affronter un pays hostile à tous égards, le général Dugua, chef d'état-major général, leur fait passer, à la demande du service de santé, des directives d'hygiène élémentaire en zone tropicale.

« Il faut, écrit le 4 mars Leclerc au ministre de la guerre, pour conserver Saint-Domingue, des vivres, quinze cent mille francs par mois comme je les lui ai demandés, des effets d'habillement et d'hôpitaux. Si tout cela ne m'arrive pas le plus promptement possible, quels que soient les efforts surnaturels que je fasse, je ne pourrai conserver Saint-Domingue à la République. »

Il réclame de nouveau à Paris 6 000 hommes et un renfort de 2 000 par mois pendant trois mois, 30 000 paires de souliers, des draps légers pour confectionner 20 000 capotes nécessaires aux soldats pour lutter la nuit contre le froid et l'humidité, de la toile de coton pour remplacer les tenues inadaptées au climat, 30 000 chemises, 20 000 guêtres de toile, 20 000 chapeaux ronds à haute forme « pour préserver les hommes des coups de soleil qui les mènent à l'hôpital », 10 000 fusils neufs, des effets d'hôpitaux, du linge à pansements, des caisses d'instruments et des médicaments pour 6 000 malades et 3 000 blessés pendant un an. Et, bien entendu, du vin, des farines, des salaisons, de l'eau-de-vie.
L'ambassadeur de France et chargé d'affaires à Washington (1801-1804) Louis-André Pichon se démène aussi pour assurer un bon approvisionnement à l'armée de Leclerc, mais déplore la sècheresse de celui-ci envers les marchands américains, au point que les deux hommes cesseront de s'écrire.
Louis Alexandre Amélie Bauduy est par ailleurs capitaine dans l'armée de Leclerc, après avoir combattu en 1797 aux côtés des Anglais contre Toussaint Louverture. Il est cité dans une lettre de Victor Dupont de Nemours à Éleuthère Irénée du Pont de Nemours, compilée dans la biographie de ce dernier comme pouvant informer l'entreprise familiale sur l'obtention d'un contrat d'approvisionnement de 100 000 dollars de laine pour l'entreprise opérée par son frère Pierre de Bauduy de Bellevue et Éleuthère Irénée du Pont de Nemours à Wilmington, Delaware, qui deviendra la multinationale DuPont et qui élevait alors des moutons depuis avril 1801, en privilégiant la race merinos. Louis-André Pichon est alors démarché par le père et le fils Du Pont, tandis que l'un des frères Victor Du Pont, envisage d'importantes commissions. Pour clarifier les choses, tous les actifs sont transférés à Paris et le contrat signé aux États-Unis, mais Napoléon ne paiera pas l'entreprise, en raison de l'échec de l'expédition.

## Les combats

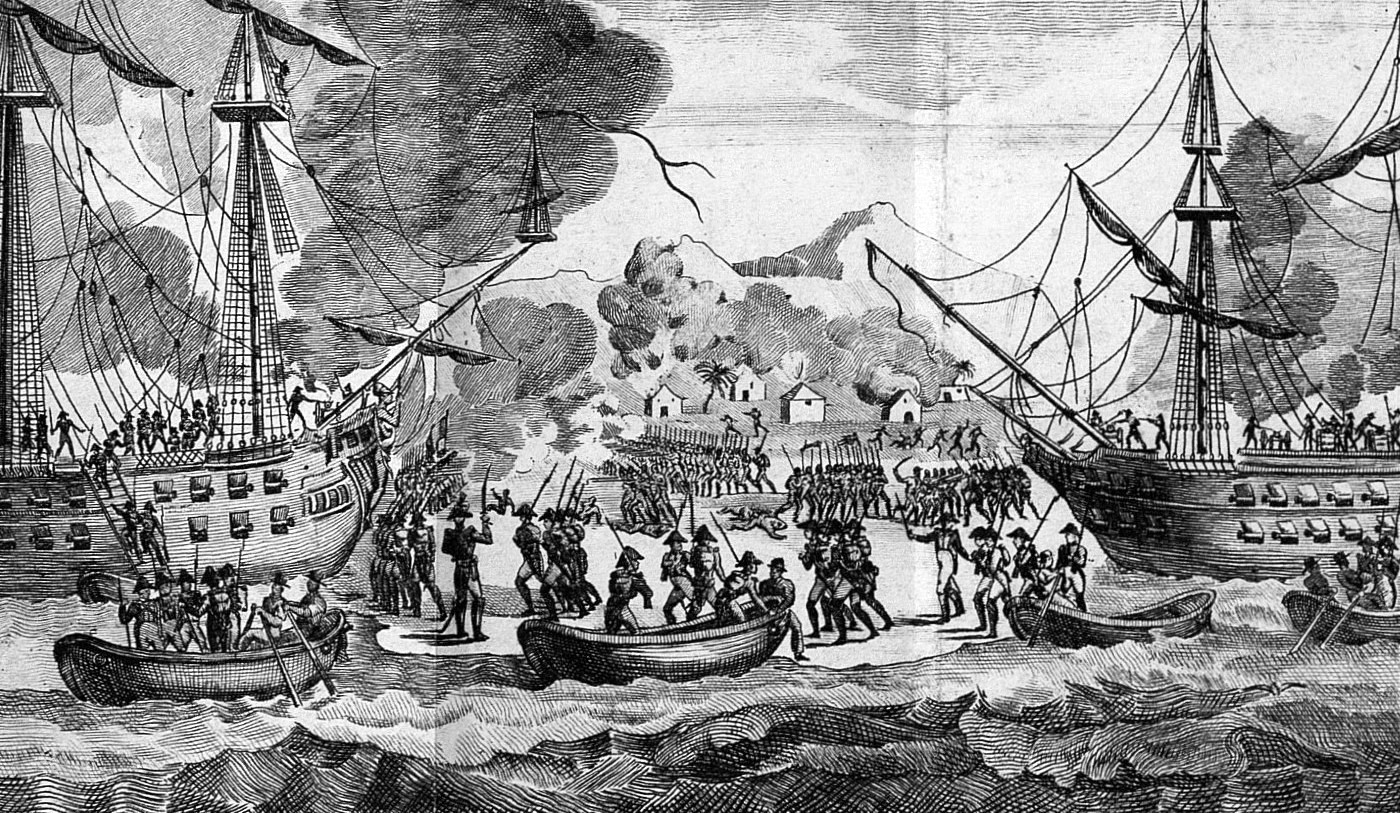
Débarquement de la flotte française à Saint-Domingue.

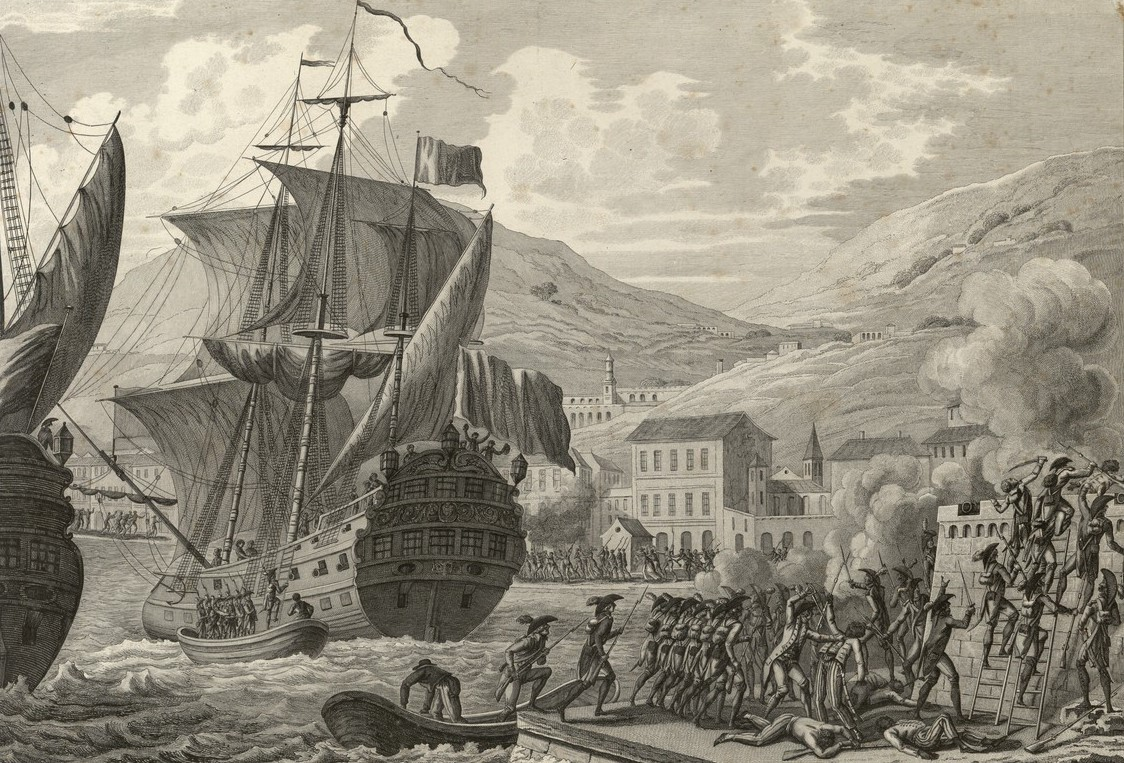
Prise du Cap-Français par le corps expéditionnaire en févier 1802.

Le vice-amiral Villaret de Joyeuse arrive le 3 février 1802 devant le Cap. L'attaque se fait par terre et par mer, le 5 février. Henri Christophe exécute les ordres, la ville est en flammes.
Le 6 février, le général Rochambeau débarque dans la baie de Mancenille et s'empare de Fort-Dauphin. Après avoir éteint les incendies et procédé à quelques travaux, Leclerc établit son quartier général au Cap, et envoie quelques navires faire du ravitaillement vers le continent américain.
Pendant ce temps Latouche-Tréville et Boudet s'emparent de Port-au-Prince et de Léogâne et obtiennent la reddition du général Laplume. Débarqué à Santo Domingo avec 2 000 hommes, le général Kerversau prend possession d'une bonne moitié de la partie espagnole, dirigée par Paul Louverture, frère de Toussaint.
Dans les dix premiers jours, le corps expéditionnaire occupe les ports, les villes et une grande partie des terres cultivées. Réfugié dans le massif de l'Artibonite, Toussaint Louverture n'a plus que quelques brigades sous les ordres des généraux Maurepas, Christophe et Dessalines. Mais il détient aussi une grande quantité de blancs qui ont été emmenés en otages[réf. nécessaire]. Pour le déloger il faut franchir des gorges rendues impénétrables par la végétation tropicale, où les Noirs tendent embuscades sur embuscades, mais les soldats de métropole reçoivent les renforts de Ganteaume et Linois qui viennent de débarquer.

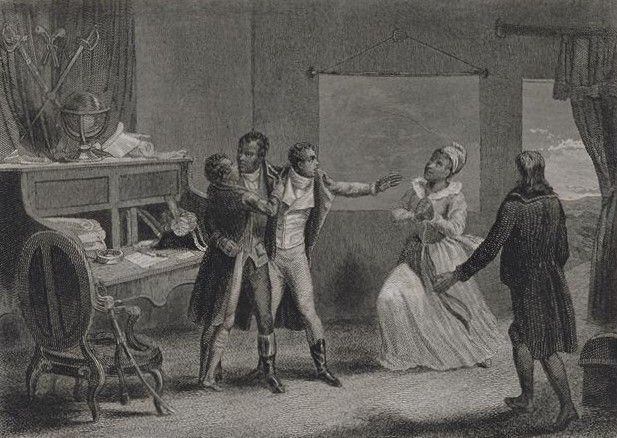
L'entrevue d'Ennery du 10 février 1802 : le général Toussaint Louverture retrouve ses deux aînés, Placide et Isaac, tandis que leur professeur, l'abbé Jean-Baptiste Coisnon, lui remet la lettre de menace écrite par Napoléon.

Leclerc a gardé son joker : les deux enfants de Toussaint qu'il a amenés de France. Tous deux sont porteurs d'une lettre du Premier Consul le menaçant et lui promettant la seconde autorité de l'île au vieux gouverneur qui ne cède pourtant pas.
Le 17 février Leclerc lance l'attaque simultanée des divisions qu'il a constituées. Rochambeau à sa gauche part de Fort-Dauphin pour se rendre à Saint-Michel, Hardy marche sur Marmelade et Desfourneaux marche sur Plaisance, pendant que Humbert doit débarquer à Port-de-Paix et remonter la gorge de Trois Rivières et que Boudet doit remonter du sud au nord. Le but est de surprendre l'ennemi, de le forcer à se replier sur Les Gonaïves et de l'encercler.
Malgré les difficultés du terrain et la résistance de Maurepas qui finit par se rendre au général Humbert, le plan a dans l'ensemble bien fonctionné. Le 23 février, la division Desfourneaux entre aux Gonaïves qui est en flammes. Le général Boudet occupe Saint-Marc également incendié, et inondé du sang des habitants égorgés par Dessalines qui parvient à s'échapper du piège. Maurepas résiste encore, mais finit par se rendre avec 2 000 guerriers.

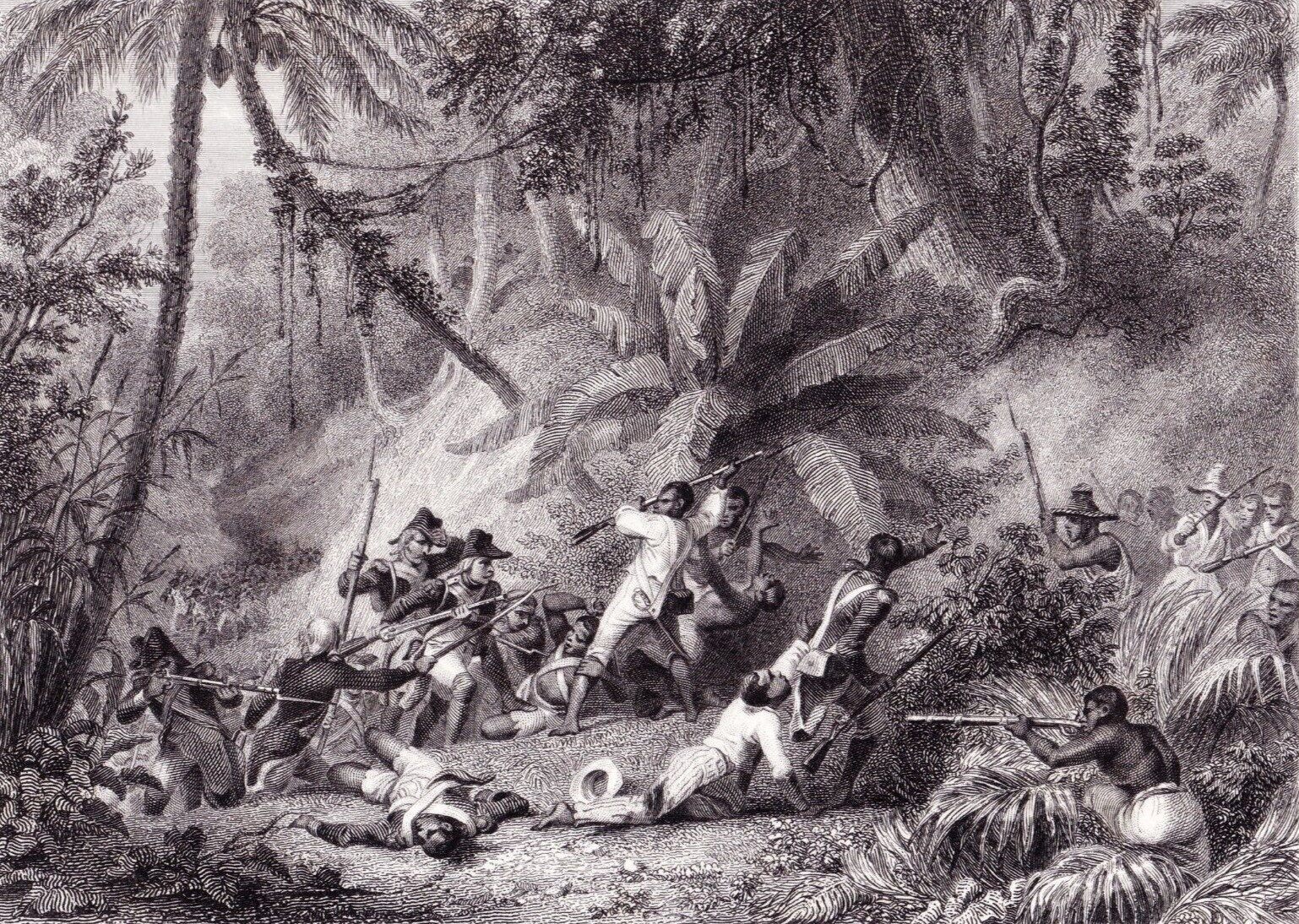
Bataille de la Ravine-à-Couleuvres le 23 février 1802.

Un siège en règle est nécessaire pour prendre le fort de la Crête-à-Pierrot. Les assiégeants sont attaqués à revers par des attaques successives de Dessalines et de Toussaint qui tentent de porter secours aux assiégés. Mais le fort doit finalement se rendre. À l'intérieur on trouve des quantités d'armes et de munitions mais aussi beaucoup de blancs assassinés.
Aux Verrettes, l'armée découvre un horrible spectacle. À bout de force, ne parvenant plus à suivre la marche effrénée des révoltés, 800 hommes, femmes, enfants et vieillards ont été égorgés. Les assassins sont poursuivis à outrance, aucun quartier n'est fait à ceux qui sont rattrapés.
À bout de ressources, leur espace de liberté de plus en plus restreint, les rebelles sont de plus en plus découragés. Christophe songe à déposer les armes en échange du même traitement que celui qui a été réservé à Laplume et Maurepas. La reddition de Christophe entraîne celle de Dessalines et finalement celle de Toussaint. Il obtient de Leclerc le droit de se retirer sur ses terres avec son grade.
Fin avril, début mai, l'ordre se rétablit peu à peu dans l'île. Le commerce reprend dans les ports. Les insurgés ont conservé leurs biens et leur grade et semblent s'accommoder de leur condition.
Dans sa retraite d'Ennery, où il est assigné à résidence, Toussaint songe à sa revanche, et guette les progrès de sa meilleure alliée, la fièvre jaune, qui fait des ravages dans les rangs des Français et frappe particulièrement les derniers arrivés sur l'île[réf. nécessaire]. Environ 15 000 hommes périssent ainsi en deux mois. Toussaint ne cesse de correspondre avec ses affidés, les incitant à se tenir prêts. Certains, cependant, n'ayant aucune envie de recommencer la guerre, avertissent le général en chef[réf. nécessaire]. En juin, sentant le danger, Leclerc convoque le rebelle à une entrevue et le fait arrêter[réf. nécessaire]. Emmené à bord d'un bateau, il est envoyé en Europe et gardé prisonnier au Fort de Joux où il meurt rapidement de froid et de malnutrition.

## Projet de rétablissement de l'esclavage

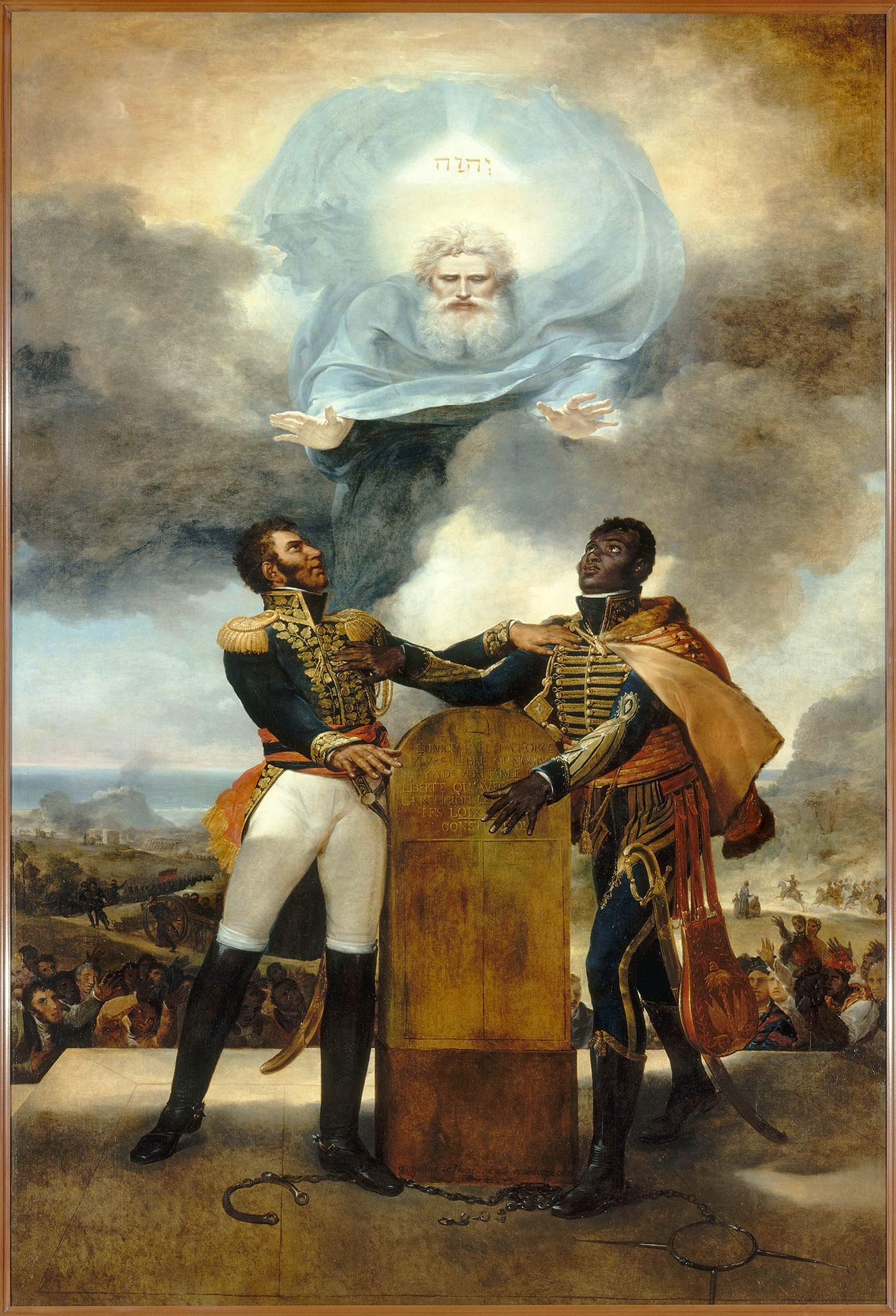
Le Serment des ancêtres, tableau symbolisant l'alliance en novembre 1802, entre les mulâtre d'Alexandre Pétion et les noirs de Jean-Jacques Dessalines.

La Martinique retourne à la France avec le traité d’Amiens et la loi du 20 mai 1802 qui y consacre le maintien de l'esclavage. La nouvelle du rétablissement de l'esclavage à la fois en Guadeloupe, entrepris par Richepance et officialisé par l'arrêté consulaire du 16 juillet 1802, ainsi que dans la partie orientale de l'île par le général Ferrand,, parvient à Saint-Domingue. La révolte gronde. La maladie fait de nombreuses victimes dans le corps expéditionnaire. Leclerc reçoit l'instruction de rétablir l'esclavage à Saint-Domingue, et commence pour cela à désarmer les Noirs. Il écrit le 7 octobre à Napoléon : « Voici mon opinion sur ce pays. Il faut détruire tous les Nègres des montagnes, hommes et femmes, ne garder que les enfants au-dessous de douze ans, détruire moitié de ceux de la plaine et ne laisser dans la colonie un seul homme de couleur qui ait porté l’épaulette, sans cela jamais la colonie ne sera tranquille ».
L'armée française, qui ne compte plus que 8 à 10 000 hommes, à peine en état de servir, est débordée. Réfugié sur l'île de la Tortue, pour tenter d'échapper à la maladie, Leclerc succombe à son tour, le 1er novembre 1802.
Étant l'officier le plus ancien, Rochambeau prend le commandement. Il déteste les mulâtres plus encore que les Noirs et il étend le désarmement des officiers à ces hommes de couleur qui s'étaient opposés à Toussaint et qui étaient revenus dans les bagages de l'expédition. Rigaud, ancien ennemi et rival de Toussaint Louverture, est prié d'embarquer pour les États-Unis. Dans le sud où ils sont plus nombreux, les mulâtres, comprenant qu'ils n'ont plus rien à attendre de la France s'unissent aux Noirs. Le vent de révolte, qui soufflait particulièrement dans le nord, se répand maintenant dans le sud. Rochambeau tente de réprimer l'insurrection mais il ne peut faire face.

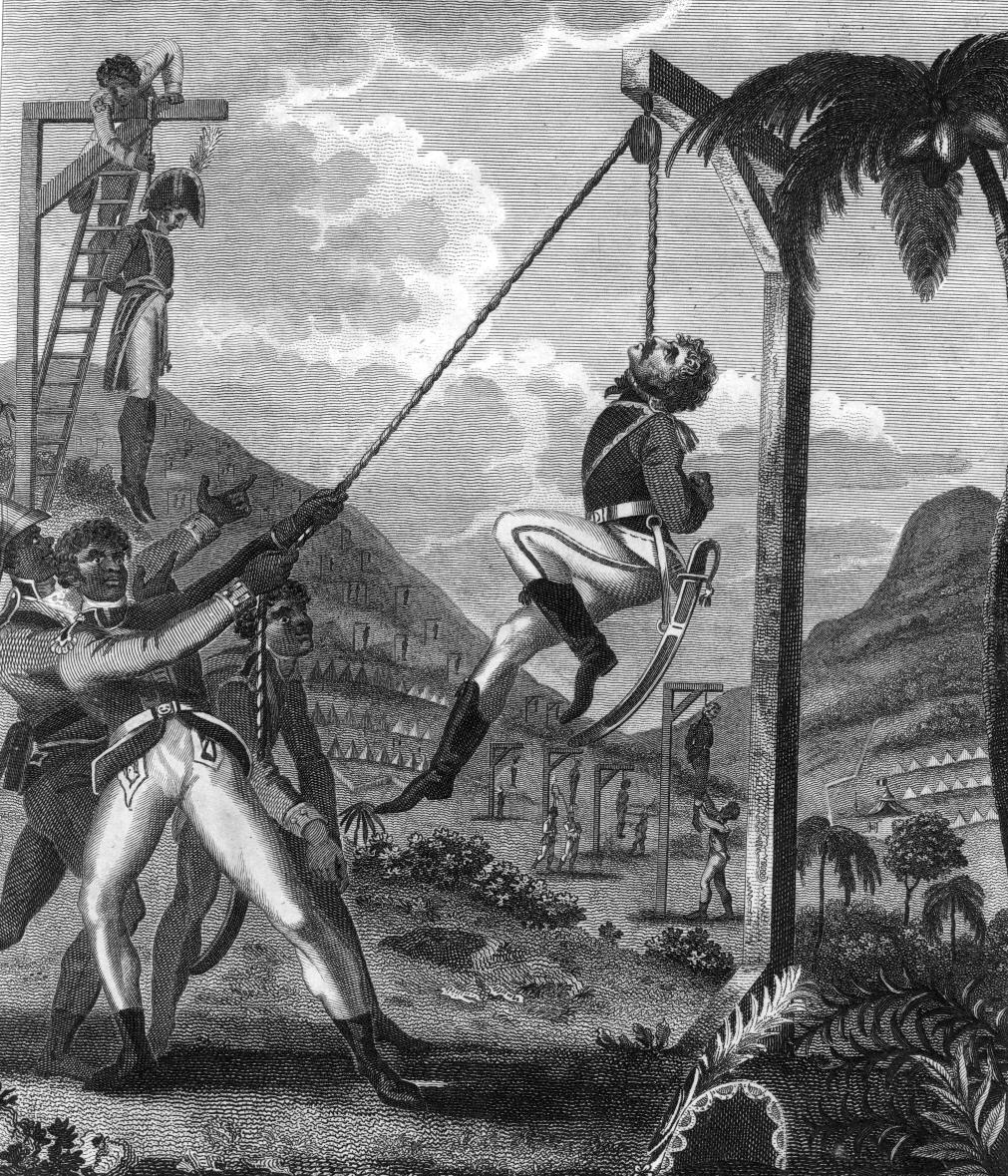
Exécution d'officiers français capturés par les insurgés.

Le Cap-Français est le dernier bastion des Français. Quand il y parvient, Christophe a déjà enlevé l'un des forts. Rochambeau le reprend.
Le 18 novembre 1803, près du Cap-Français, les Français sont vaincus à la bataille de Vertières par le général insurgé Dessalines. L'acte de reddition est signé le lendemain au nom de Rochambeau. Les vaincus ont dix jours pour quitter l'île et livrer la ville du Cap. À peine ont-ils quitté la rade qu'ils sont capturés par une escadre britannique qui les attendait. Rochambeau est envoyé au Royaume-Uni où il est interné pendant presque neuf années.
Le 4 décembre 1803, les derniers soldats français stationnés au Môle Saint-Nicolas quittent le tiers occidental de l’île, berceau historique de la colonie.
Une présence militaire de 2 000 hommes, sous les ordres des généraux Jean-Louis Ferrand et de Kerversau, subsiste encore pendant quatre ans dans la partie de l'Est encore occupée par les Français, aujourd'hui République dominicaine. Comme l'esclavage y a été rétabli en 1802,, beaucoup de colons espagnols reviennent. Elle fera toutefois face à une révolte espagnole en 1808, fomentée par le gouverneur de Porto Rico.

## L'impact de la fièvre jaune
L'impact de la fièvre jaune dans l'issue de la guerre est discuté.
Selon l'épidémiologiste Renaud Piarroux, la fièvre jaune a joué un rôle dans la reprise de contrôle de leur territoire par les haïtiens face à Napoléon. Après la reddition de Toussaint Louverture, la France avait l'avantage, mais lorsque la saison des pluies arrive en mai 1802, les troupes françaises sont décimées par les moustiques porteurs de la fièvre jaune.

Combat et prise de la Crête-à-Pierrot (par Auguste Raffet, 1839).

Pour les chercheurs Bernard Gainot et Mayeul Macé, il faut relativiser cet impact. La fièvre jaune, qui est notée dès avril 1802 au sein du Corps expéditionnaire, ne se déclare qu'à partir du début juin dans la grande ville du Cap Français, où le milieu urbain a favorisé sa propagation. Elle a joué un rôle, parmi d'autres facteurs, dans la défaite finale, mais son importance a été surévaluée. Dans les récits, elle a servi à « dévaloriser l'action des insurgés » sur le plan militaire, accusés de n'avoir « jamais osé nous combattre en bataille rangée » et « minimiser les pertes causées » par leurs embuscades ou les combats rangés. Les historiens rappellent ainsi qu'un grand nombre de victimes de l'expédition sont en réalité mortes au combat, notamment les 5000 morts des affrontements très durs du siège de la Crête à Pierrot, marqué par deux assauts successifs en mars 1802, qui a fait l'objet d'un timbre poste haïtien représentant Louis Daure Lamartinière et sa femme, Marie-Jeanne Lamartinière défendant le fort, pour fêter le 150e anniversaire de la Révolution haïtienne. Il s'agit alors d'occulter les défaites face à ce qui est appelé « les brigands », en réalité « un adversaire que l'on refuse de reconnaître », même si des « témoins survivants de l'expédition ont lourdement chargé la mémoire de Rochambeau » sur le plan tactique et politique. Pour les historiens Bernard Gainot et Mayeul Macé, malgré les nombreux récits de « marches pénibles et forcées » menées par le corps expéditionnaire pour approcher « un ennemi fuyant sans cesse », ce sont « bien les insurgés qui ont vaincu les Français et non pas la maladie » car ils ont réussi à partir de l'automne 1802 à « retourner contre leurs initiateurs le principe de la Nation armée qui avait fait la force de la France » lors des levées en masse de la Révolution. L'épidémie a connu deux périodes: juin à novembre 1802, puis juin à novembre 1803, la seconde se combinant à une famine, qui affaiblit les défenses immunitaires et l'entassement des hommes dans des réduits côtiers. La maladie a surtout frappé dans les secteurs du Cap et de Fort Dauphin, où ont dû se replier au cours de l'année 1803 la majorité des soldats français, faute de pouvoir tenir l'intérieur des terres. Ils se concentrent alors dans des zones côtières chaudes et humides, propices au développement de l'épidémie du fait des moustiques qui y pullulent.

## Les tortures, exactions et exécutions sommaires

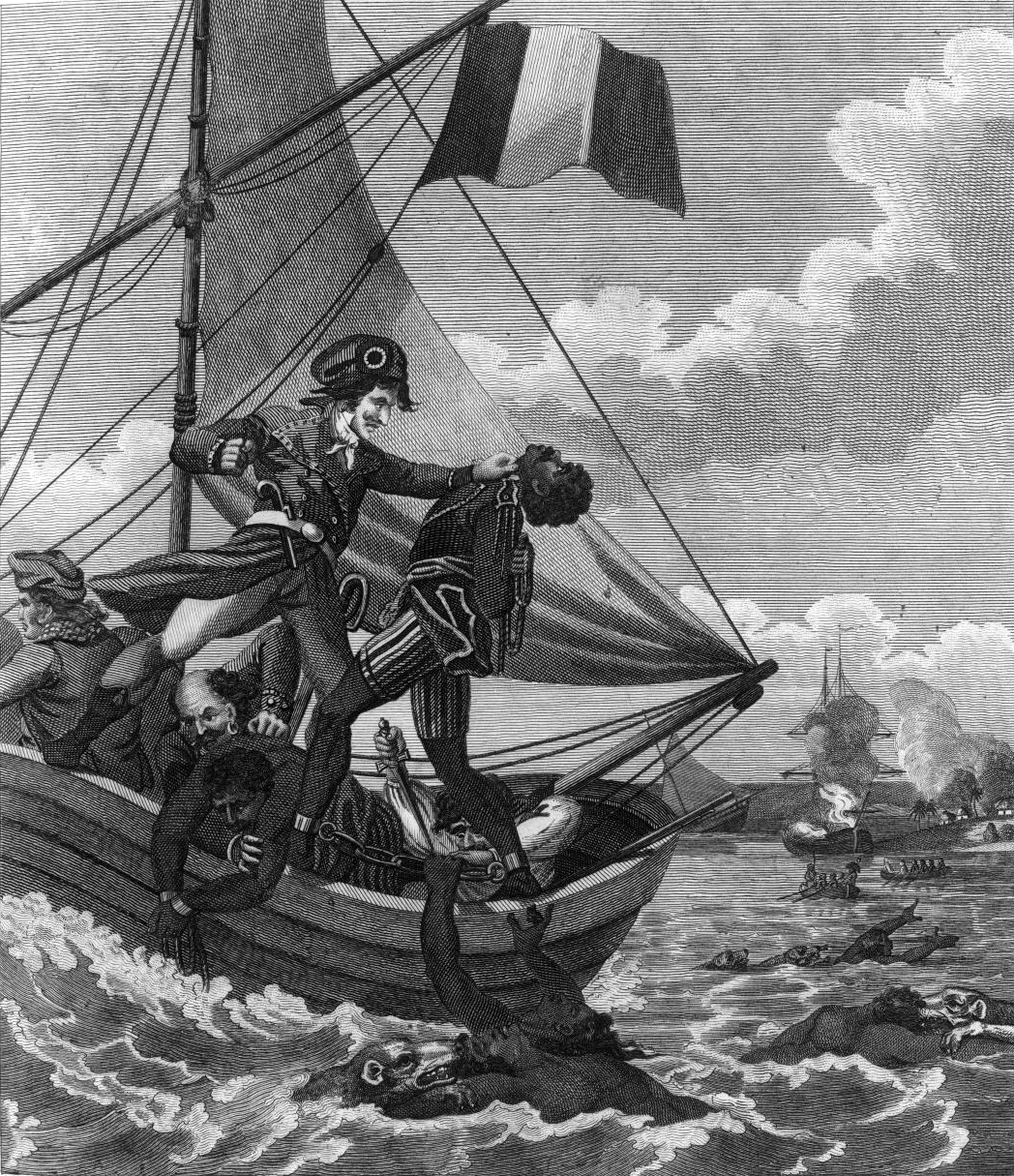
Exécutions d'insurgés par noyade.

Les historiens Bernard Gainot et Mayeul Macé ont analysé et recoupé les correspondances et archives de l'expédition avec les récits d'époque, notamment ceux de Thomas Madiou, Saint-Rémy des Cayes, du baron Vastey, et de Bouvet de Cressé, pour en faire une synthèse dans la revue Outre-Mers en 2003, indiquant que « les exécutions sommaires collectives, la détention arbitraire et la torture sont des moyens couramment employés » durant l'expédition,. La famille et les biens des insurgés sont fréquemment visés. De nombreux récits montrent « l'inefficacité » de cette stratégie de la terreur, contestée jusque dans les rangs des officiers, selon de nombreux écrits, mais seulement rédigés après la fin de l'expédition dont la plupart des membres ne reviendront pas. On lui reproche d'avoir ainsi « fait perdre tout soutien local aux troupes françaises » et jeté « les indécis dans les bras de l'insurrection » notamment après l'été 1802.
Afin de « justifier les actes particulièrement cruels », les officiers « banalisent leurs gestes » et le plus souvent « les présentent comme une réponse à la sauvagerie des ex-esclaves ».
La majorité de ces officiers se montrent, dans les écrits archivés « racistes et convaincus de la supériorité des Blancs sur les Noirs, supériorité dont découle la mission civilisatrice de la France » selon eux. Ils tentent alors de montrer que cette mission « justifie le recours à la force » la plus aveugle et brutale.

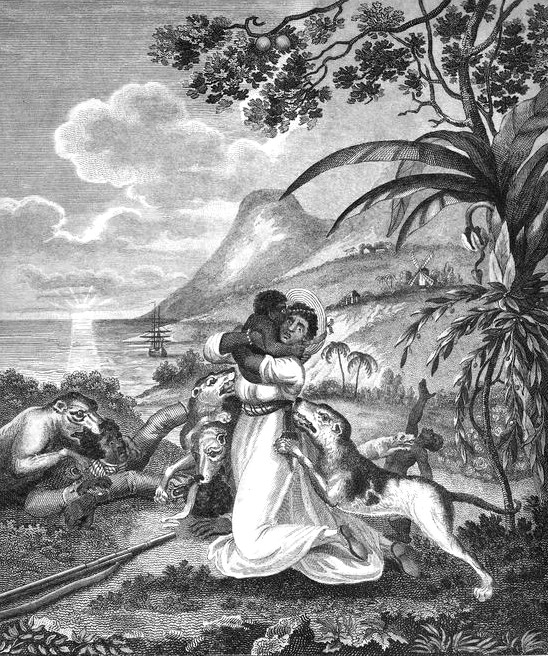
Dogues de Cuba chasseurs d'esclaves, utilisés à la demande de Leclerc contre les insurgés.

Les récits des officiers revenant de Saint-Domingue apparaissent souvent pleins de « descriptions horrifiées du corps des torturés », en particulier les femmes et les enfants victimes de sauvagerie, ce qui selon eux permet de « justifier en retour » les sévices infligés aux adversaires, « systématiquement présentés comme  cruels, friands des tortures les plus élaborées ».
Les auteurs haïtiens racontant ces épisodes ont eux aussi une « vision manichéenne » et voient les Français « comme des tortionnaires à de rares exceptions près ».
Pour réprimer la révolte, les Français acheminent environ 300 chiens chasseurs d'esclaves. Parfois appelés dogues de Cuba et conduits par le vicomte de Noailles, ils sont censés être dressés à retrouver les esclaves en fuite. Ils furent brièvement utilisés par les Anglais lors de la révolte des esclaves de la Jamaïque (1795-1796), suscitant en Angleterre une énorme vague de réprobation. Dans les faits, les 300 ou 400 chiens amenés à Saint-Domingue attaquèrent indifféremment tous les blessés, Français aussi bien que rebelles et il fallut s'en débarrasser,.

## Le général Clauzel tente d'évincer le chef de l'expédition
Le général en chef de l'expédition Donatien de Rochambeau est le « principal organisateur de la répression », qu'il décrit et assume dans son rapport sur les opérations de Saint-Domingue. Après la mort de Leclerc de la fièvre jaune, il « met en place une politique de terreur, qui est aussi une politique du massacre organisé ». C'est aussi lui qui préconise l'arrestation et la déportation des officiers de couleur, et recommande explicitement l'utilisation de dogues espagnols pour terroriser l'adversaire.
Le général Clauzel participe d'abord pleinement à l'organisation de cette politique de torture, exactions et exécutions sommaires. Puis, considérant que cette politique a pour inconvénient d'aliéner aux Français la population de la colonie, il tente de faire expulser Rochambeau, avant de soutenir à nouveau la répression. Il est en effet conscient que s'opposer aux exactions signifie pour lui rapidement « la fin d'une carrière », avec le risque d'être prestement accusé d'une chose ou d'une autre et renvoyé en France, moyen utilisé alors afin de « dissuader toute velléité d'opposition ». Finalement, Clauzel est quand même renvoyé en France en même temps que le général Thouvenot et reste sans emploi pendant près de deux ans.

## Conséquences

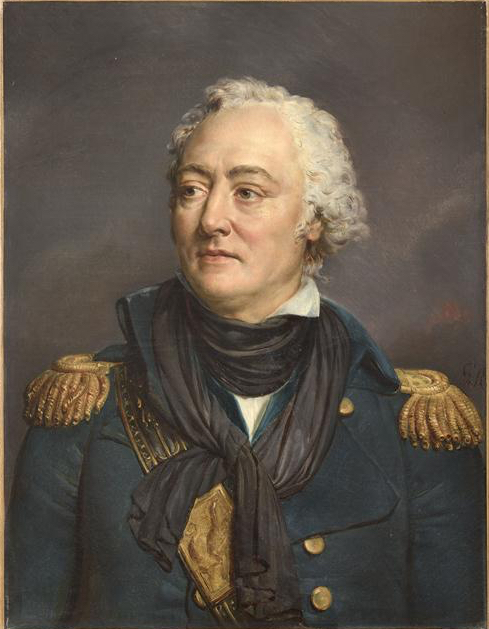
L'amiral Louis-René Levassor de Latouche-Tréville

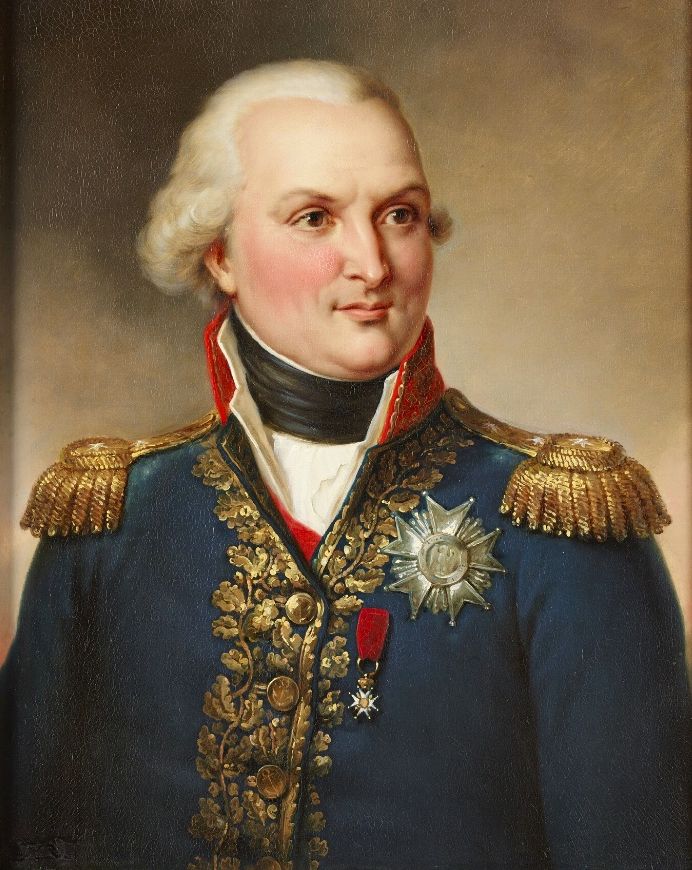
L'amiral Louis Villaret-Joyeuse

### La Marine française décimée
Des quelque 31 000 soldats envoyés à Saint-Domingue, il n'en reste guère plus de 7 à 8 000. Plus de vingt généraux ont également péri. Une grande partie des victimes étaient des marins, parfois réquisitionnés sur les navires pour remplacer l'infanterie qui avait disparu du fait de la fièvre jaune. Les deux tiers de la Marine française ayant été mobilisée, après deux ans de réflexion et de préparation, elle est ainsi décimée.

### Indépendance d'Haïti
Le 1er janvier 1804 Dessalines proclame l'indépendance d'Haïti. La colonie devient le deuxième État indépendant d'Amérique.
Dessalines se fait d'abord nommer gouverneur général à vie puis, le 6 octobre 1804, il se fait couronner empereur sous le nom de Jacques Ier. Craignant une nouvelle expédition, et averti d'un projet d'annihilation de la population noire, il fait massacrer les derniers colons français présents en Haïti — la majorité des blancs avait fui la colonie en plusieurs vagues depuis 1793 — et poursuit une politique de caporalisme agraire, sans esclavage proprement dit, destinée à maintenir les profits de l'industrie sucrière par la force. Il périt assassiné le 17 octobre 1806.
Le pays se partage alors entre un royaume au nord, dirigé par Henri Christophe et une république au sud, dirigée par Alexandre Pétion.

### Relations avec l'Angleterre
Vers la fin de l'expédition, dès le mois de mai 1803, la paix entre la France et le Royaume-Uni est rompue.
Près de trois ans plus tard, en février 1806, une escadre britannique attaque même la ville Saint-Domingue, dans la partie espagnole de l'île toujours sous occupation française.
Dix mois plus tard, Bonaparte décrète un blocus continental le 21 novembre 1806. Pour contraindre le Portugal, allié traditionnel du Royaume-Uni, à appliquer ce blocus, Napoléon envoie une armée traverser l'Espagne au mépris de toutes les lois de souveraineté. S'ensuit un conflit avec l'Espagne, qui s'allie au Royaume-Uni pour mener le siège de la dernière garnison française retranchée à Saint-Domingue, du 7 novembre 1808 au 9 juillet 1809 ; totalement isolé, le général Dubarquier doit finalement capituler.

### La diaspora des planteurs blancs
La communauté des planteurs blancs de Saint-Domingue, exilés par milliers aux États-Unis, principalement en Louisiane, en Alabama et dans la capitale Philadelphie, conserve des liens étroits avec des journaux comme L'Abeille Américaine de Jean-Simon Chaudron, et fait jouer ses réseaux pour obtenir une indemnité. En mars 1817, quelques-uns d'entre eux créent la Vine and Olive Colony, vaste compagnie coloniale cultivant en fait du coton et s'étendant sur 370 kilomètres carrés de terres vierges aux confins des États-Unis, dans ce qui n'était pas encore l'État d'Alabama mais le vaste territoire de Louisiane, racheté à la France napoléonienne en 1803, et qui devient un haut-lieu de l'histoire de la culture du coton jusqu'en 1930.

### L'indemnisation de la France par la république d'Haïti
En 1825, Charles X impose le versement d'une indemnité de 150 millions de francs-or au président Boyer de la jeune république pour que la France reconnaisse l'indépendance d'Haïti et accepte de légaliser les flux, dans les ports français, du café haïtien, alors devenu la principale production du nouveau pays,.
Allégée en 1838 à 90 millions de francs-or, après une longue négociation, cette somme sera intégralement réglée à la France par le biais d'emprunts à des banques françaises et redistribuée aux ayants droit des anciens colons. Haïti continue de rembourser les emprunts et intérêts auprès des banques françaises et américaines jusqu'en 1952. Le paiement de cette indemnité a entraîné un important retard de développement dans le pays.

### Les Polonais,4 000 morts,150 déserteurset400 implantés
La plupart des Polonais de l'expédition de Saint-Domingue sont arrivés aux moments les plus difficiles, pendant ou juste après le rétablissement de l'esclavage par Napoléon au même moment en Guadeloupe, le désarmement des cultivateurs haïtiens et le renvoi en France de militaires métis qui y sont internés comme André Rigaud, ce qui rend l'expédition très difficile.
Selon la légende locale, les Polonais sympathisent rapidement avec les Haïtiens, qui croient que ceux-ci soutiennent Jean-Jacques Dessalines au point que des unités changent de bord. Au moins environ 150 Polonais ont déserté pour changer de camp.
Malgré le départ de nombreux planteurs blancs en 1804, de nombreux déserteurs survivants polonais ont fait souche dans l'île, par exemple à Casale, l'article 13 de la Constitution promulguée le 20 mai 1805 par Dessalines, devenu l'Empereur Jacques Ier, leur ayant octroyé la nationalité haïtienne.
Quand l'armée française se retire en 1803, 4 000 Polonais sont morts, 400 restent sur l’île, quelques dizaines se sont dispersés dans les îles alentour (Guadeloupe) ou sont partis s’établir aux États-Unis, et environ 700 retournent en France.
Conséquences pour les espoirs d'indépendance en Pologne, les très lourdes pertes subies par les Légions polonaises (armée française), dont les quatre-cinquièmes sont anéanties à Saint-Domingue portent un coup sérieux aux espoirs des Polonais de retrouver leur indépendance. Cette expérience haïtienne subie par les troupes affaiblit la confiance envers les bonnes intentions de la France gouvernée par Napoléon envers la Pologne.

### Postérité
Le rétablissement de l'esclavage par Bonaparte est très critiqué en 2005 au moment de l'Affaire Olivier Grenouilleau, accusée d'avoir fait de l'ombre au bicentenaire de la Bataille d'Austerlitz.

## Chronologie
- 22 juillet 1795 : traité de Bâle, l'Espagne cède à la France l'est de Saint-Domingue ;
- 30 mars 1798 : armistice entre les Anglais et les troupes de Toussaint Louverture à Saint-Domingue ;
- 13 juin 1799 : convention commerciale tripartite de 1799 entre Américains, Anglais et Toussaint Louverture ;
- 9 novembre 1799 : Napoléon Bonaparte prend le pouvoir par un coup d'État ;
- décembre 1799 : 1er projet d'expédition de Saint-Domingue, remplacé par l'envoi de trois émissaires Toussaint Louverture[3];
- janvier 1800 : 2e projet d'expédition de Saint-Domingue, la flotte, dispersée par une tempête, est finalement envoyée en Égypte[3];
- 1er août 1800 : déclaration au Conseil d'État du Premier consul Napoléon Bonaparte : « je confirmerai l’esclavage à l’île de France, de même dans la partie esclave de Saint-Domingue » ;
- 27 janvier 1801 : révocation du gouverneur de la partie orientale de l’île, cédée par l'Espagne en 1795 ;
- février 1801 : 3e projet d'expédition de Saint-Domingue qui sert en fait à masquer une expédition en Égypte[3] ;
- février 1801 :projet de lettre accommodante à Toussaint Louverture, non envoyée[3], Napoléon décide au contraire un peu plus tard de le rayer des officiers[3] ;
- mars 1801 : assassinat par une conspiration de Paul Ier, empereur de Russie[3] ;
- 4 mai 1801: Napoléon ordonne de réunir 3 600 soldats à Brest[3], pour le noyau dur de la future expédition de Saint-Domingue[3] ;
- 12 juillet 1801 : constitution de Saint-Domingue, jugée autonomiste par Napoléon ;
- octobre 1801 : préliminaires de paix signés entre France et Angleterre[3] ;
- 18 novembre 1801 : courriers de Napoléon à Saint-Domingue promettant de maintenir l’abolition[5] ;
- 24 octobre 1801 : Charles Victoire Emmanuel Leclerc, beau-frère de Napoléon, nommé chef de l'expédition[45] ;
- mi-décembre 1801: départ de la flotte, qui prend du retard en Bretagne ;
- 6 février 1802 : débarquement difficile à Cap-Français face à un port en flammes ;
- 17 février 1802 : les divisions Hardy, Desfourneaux et Rochambeau se mettent en marche ;
- 4 mars 1802 : Charles Victoire Emmanuel Leclerc se plaint de manquer de matériels[11], la fièvre jaune se diffuse ;
- 24 mars 1802 : prise de la Crête-à-Pierrot, 2 000 Français y laissant la vie[46] ;
- fin avril 1802 : au prix de plus de 5 000 morts et autant de malades ou blessés, les Français tiennent toute la côte ;
- 2 mai 1802 : Toussaint Louverture dépose les armes, retourne à la campagne ;
- mai 1802 : l'épidémie de fièvre jaune s'aggrave[47] ;
- 20 mai 1802 : loi autorisant à nouveau l'esclavage là où l'abolition n'avait pas pu être appliquée ;
- 7 juin 1802 : Toussaint Louverture arrêté par ruse et déporté en métropole ;
- 14 juin 1802 : instructions secrètes envoyées au général Leclerc, afin qu'il rétablisse la situation d'esclavage d'avant 1789, et qu'il encourage la reprise de la traite négrière[48],[25] ;
- 16 juillet 1802 : arrêté rétablissant l'esclavage en Guadeloupe ;
- 2 juillet 1802 : arrêté consulaire renouvelant (sauf autorisation spéciale des administrateurs locaux) l’interdiction du territoire français prononcée en 1763 et en 1777 à l’encontre des gens de couleur (et des esclaves)[49] ;
- août 1802 : la révolte devient générale ;
- octobre 1802 : Dessalines rejoint de nouveau les révoltés, dirigés par Pétion ;
- 1er novembre 1802 : mort de Charles Victoire Emmanuel Leclerc, remplacé par son second Rochambeau ;
- 7 décembre 1802 : arrêté rétablissant l'esclavage en Guyane ;
- 8 janvier 1803 : circulaire aux préfet, prohibant les mariages mixtes en France[25] ;
- 18 novembre 1803 : victoire des insurgés à la Bataille de Vertières ;
- 19 novembre 1803 : Capitulation de Rochambeau ;
- 29 novembre 1803 : Fin de l'ultimatum d'évacuation du corps expéditionnaire français.

#### Ouvrages anciens
- Antoine Métral, Histoire de l'expédition des Français à Saint-Domingue sous le consulat de Napoléon Bonaparte (1802-1803) suivie des Mémoires er Notes d'Isaac Louverture, Paris, 1825, (réédition : Paris, Éditions Karthala, 1985).
- Mémoires du général Toussaint L'Ouverture, écrits par lui-même... précédés d'une étude…, Toussaint Louverture, Joseph Saint-Rémy, 1853
- Histoire du consulat et de l'empire, faisant suite à l'Histoire de la révolution française, Adolphe Thiers, 1845
- Antoine Métral, Histoire de l'expédition des Français à Saint-Domingue, sous le consulat de Napoléon Bonaparte : Suivie des mémoires et notes d'Isaac Louverture sur la même expédition, et sur la vie de son père : ornée du portrait de Toussaint et d'une belle carte de Saint-Domingue, Paris, Fanjat Ainé, 1825, 348 p. (lire en ligne), p. 325-339
- A. Laujon, Précis historique de la dernière expédition de Saint-Domingue : depuis le départ de l'armée des côtes de France, jusqu'à l'évacuation de la colonie : suivi des moyens de rétablissement de cette colonie, Paris, Delafolie, 1805, 257 p. (lire en ligne)
- Michel-Etienne Descourtilz, Voyages d'un naturaliste et ses observations faites sur les trois règnes de la nature : dans plusieurs ports de mer français, en Espagne, au continent de l'Amérique septentrionale, à Saint-Yago de Cuba et à St-Domingue, où l'auteur devenu le prisonnier de 40000 Noirs révoltés, et par suite mis en liberté par une colonne de l'armée française, donne des détails circonstanciés sur l'expédition du général Leclerc, t. 1, Paris, Dufart père, 1809, 365 p. (lire en ligne)
- Michel-Etienne Descourtilz, Voyages d'un naturaliste et ses observations faites sur les trois règnes de la nature : dans plusieurs ports de mer français, en Espagne, au continent de l'Amérique septentrionale, à Saint-Yago de Cuba et à St-Domingue, où l'auteur devenu le prisonnier de 40000 Noirs révoltés, et par suite mis en liberté par une colonne de l'armée française, donne des détails circonstanciés sur l'expédition du général Leclerc, t. 2, Paris, Dufart père, 1809, 470 p. (lire en ligne)
- Michel-Etienne Descourtilz, Voyages d'un naturaliste et ses observations faites sur les trois règnes de la nature : dans plusieurs ports de mer français, en Espagne, au continent de l'Amérique septentrionale, à Saint-Yago de Cuba et à St-Domingue, où l'auteur devenu le prisonnier de 40000 Noirs révoltés, et par suite mis en liberté par une colonne de l'armée française, donne des détails circonstanciés sur l'expédition du général Leclerc, t. 3, Paris, Dufart père, 1809, 476 p. (lire en ligne)